# خنجر (بارجة حربية)
بارجة خنجر: هي سفينة هجومية سريعة إيرانية من طراز كامان. تخدم في الأسطول الجنوبي التابع لبحرية جمهورية إيران. تُعتبَر بارجة خنجر الحربية، إحدى البارجات الإيرانية القاذفة للصواریخ، حيث تم تزويدها بعد عمليات تحديثها وتطويرها بطرازات مختلفة من قاذفات الصواريخ، بالإضافة إلى تجهيزها بمدافع ذات عيارات مختلفة كمدفع فجر-27 عيار 76 ملم. وقد خضعت هذه البارجة لعملية تحديث شاملة إستمرت 4 أعوام، حيث بدأت من عام 2017م إلى عام 2021م. تصل سرعة بارجة خنجر إلى حوالي 36 عقدة (67 كيلومتر/ ساعة). وتستخدم أربع محركات ديزل من طراز (MTU 16V538 TB91)، بقوة 14400 حصان (10.7 ميجاوات). يُذكَر أن تقريراً أمريكياً صدر في 11 أيلول/ سبتمبر 2008م، أكد أن (معهد واشنطن لسياسة الشرق الأدنى) قال في تقرير له، إنه خلال العقدين الماضيين منذ فرض العراق الحرب على إيران، تفوقت الجمهورية الإسلامية في القدرات البحرية وأصبحت قادرة على شن حرب فريدة غير متكافئة ضد قوات بحرية أكبر. ووفقاً للتقرير، فقد تحولت البحرية الإيرانية إلى قوة ذات دوافع عالية، ومجهزة تجهيزاً جيداً، وممولة بشكل جيد، وتسيطر فعلياً على شريان حياة النفط في العالم، وهو مضيق هرمز.

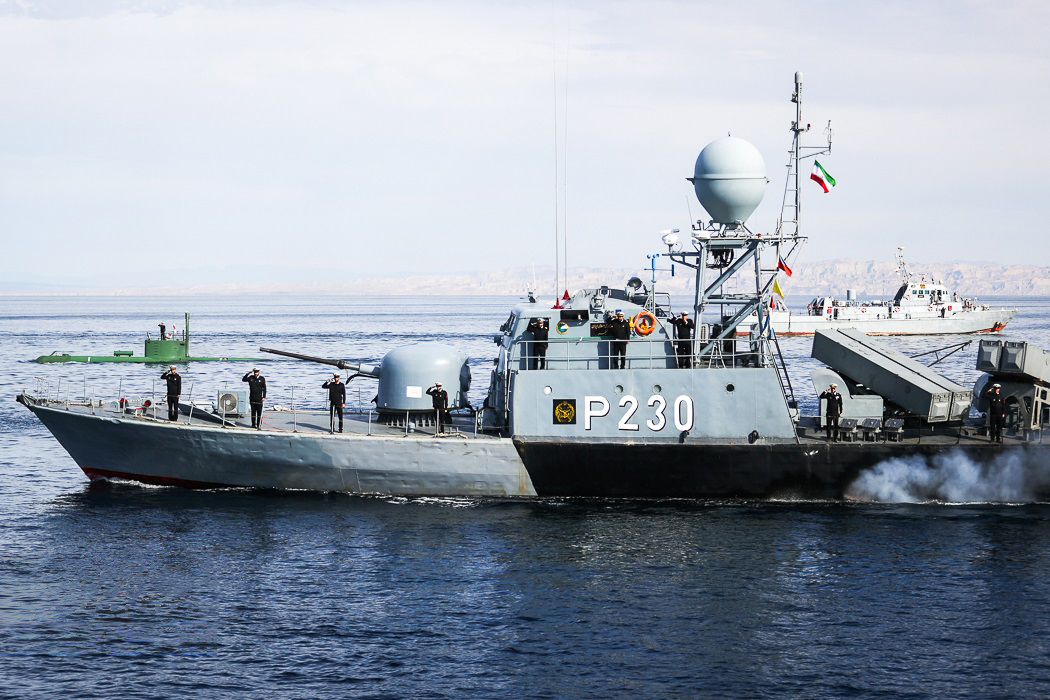
البارجة خنجر الحربية في مناورات ذو الفقار البحرية

## المواصفات
تتصف بارجة خنجر العسكرية الإيرانية بأنها مركبة هجومية سريعة من طراز كامان بطولها البالغ 47 متر (154 قدماً و2 بوصة)، وعرضها 7.1 متر (23 قدماً و4 بوصات)، وسرعتها حوالي 36 عقدة (67 كيلومتر/ ساعة). اما إزاحة البارجة فتبلغ 249 طن قياسي، وبحمولة كاملة تبلغ 275 طن. وتستخدم 4 محركات ديزل من طراز (MTU 16V538 TB91)، بقوة 14400 حصان (10.7 ميجاوات).

## الإنضمام للبحرية الإيرانية بعد التطوير
في عام 2021م، دخلت البارجة العسكرية الإيرانية خنجر، بالإضافة إلى بارجة كرز الإيرانية القاذفة للصواريخ الخدمة في القوة البحرية لجيش الجمهورية الإسلامية الإيرانية بعد خضوعهما لعمليات تحديث وتطوير وصيانة أساسية. وجرت مراسم إنضمام البارجتين للقوة البحرية صباح يوم الثلاثاء 21 كانون الأول/ ديسمبر 2021م. بحضور قائد القوة البحرية للجيش الإيراني الأدميرال شهرام ايراني ومساعد رئيس الجمهورية للشؤون العلمية سورنا ستاري. وخضعت البارجة خنجر لعمليات تحديث وتطوير لفترة 4 أعوام. بينما خضعت البارجة كرز أيضاً لعمليات تطوير وتحديث لفترة 6 أعوام. وخلال هذه المراسم أزيح الستار أيضاً عن محرك (مكران)، وهو أول محرك بحري إيراني الصنع بقوة 3600 حصان، في قاعدة آذر السابعة التابعة للبحرية الإيرانية.

## التسليح
تتسلح بارجة خنجر القاذفة للصواريخ إيرانية الصنع، بمجموعة مختلفة من الصواريخ والمدافع المتطورة والرادارات وهذه أهمها:
- منظومات الصواريخ إيرانية الصنع وبمديات مختلفة.
- تنصيب مدافع أرض-أرض وأرض-جو مزدوجة الغرض تم تصنيعها من قِبَل الصناعات الإيرانية ووزارة الدفاع الإيرانية من عيار 76 مليمتر، و40 مليمتر.
- تنصيب مدفع فجر إيراني الصنع. فقد تم تنصيب مدفع فجر-27 عيار 76 ملم على البارجة خنجر. وهو أحد أكثر المدافع البحرية تطوراً في العالم، فهو من الأسلحة الأوتوماتيكية الذكية ذات الإستخدامين إيراني الصنع.[12][1] والقادر على ضرب أهداف جوية وبحرية في الوقت نفسه، حيث يتميز بكثافة النيران بمعدل إطلاق النار 120 أطلاقة في الدقيقة الواحدة.[13] وتُعتبَر جمهورية إيران ثالث دولة في العالم تصنع هذا المدفع المتطور بعد كلٌ من الولايات المتحدة الأمريكية وإيطاليا اللتان تمتلكان تكنولوجيا صنع مثل هذه المدافع. وقد استغرق العمل عليه من قِبَل المهندسين والخبراء الإيرانيون مدة 6 سنوات. وتم تدشين الخط الإنتاجي لمدفع فجر - 27 سنة 2006م بوزارة الدفاع الإيرانية.[14] ويبلغ مدى المدفع 17 كيلومتر.[1] وهو قادر على إستهداف وتدمير البوارج والزوارق السريعة وقطع البحرية التابعة للعدو إضافةً إلى الأهداف الجوية والصواريخ التي تُطلَق صوب الأهداف البحرية على إرتفاع (23 ألف قدم) فوق سطح البحر.[15]

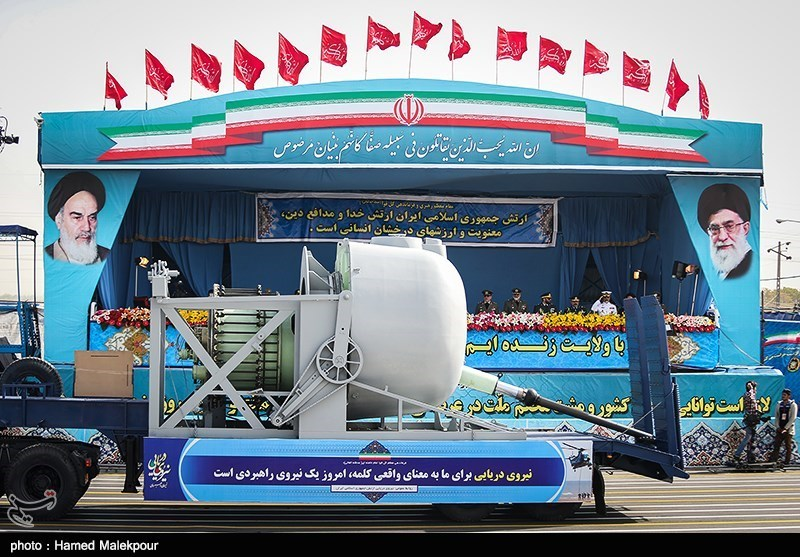
مدفع فجر 27 الإيراني

## سجل الخدمة
أَوكَلَت جمهورية إيران للبارجة الحربية الإيرانية الخنجر العديد من المهمات البحرية للجيش الإيراني، وقد تم تنفيذها من قِبَل البارجة بنجاح. كما وشاركت هذه البارجة في العديد من المناورات البحرية العسكرية الإيرانية إلى جانب مجموعة من السفن والفرقاطات والبوارج الإيرانية.
عام 2014
في عام 2014م، شاركت بارجة الخنجر بالإضافة إلى سفينة نيزه الحربية والتي تحمل رقم الهيكل (P231) في مناورات بحرية مشتركة مع البحرية الباكستانية في خليج عمان.
عام 2016
في يوم الأربعاء 7 سبتمبر 2016م، أرسلت البحرية الإيرانية أكبر أسطول لها يضم بارجة خنجر، ويتكون من أربع سفن إلى أعالي البحار لحماية الطرق البحرية التي تستخدمها السفن الإيرانية العاملة في المياه الدولية، وخاصةً في خليج عدن. وتوجه الأسطول الثالث والأربعون، المكون من السفينة البرمائية اللوجستية لافان، وسفينة فلاخون القاذفة للصواريخ والتي تحمل رقم الهيكل (P226)، وبارحة خنجر الحربية المجهزة بقاذفات الصواريخ، وسفينة الدعم كوناراك الحربية الناقلة للجنود، ومروحية إس إتش المحلية، إلى المياه الإقليمية الباكستانية حاملاً رسالة سلام وصداقة ثم إلى المياه الدولية.
عام 2016
اما في 28 سبتمبر عام 2016م، وصلت السفن البحرية الإيرانية بما فيها البارجة خنجر إلى العاصمة كراتشي في باكستان. وذلك في زيارة لميناء كراتشي لمدة ثلاثة أيام، بهدف تعزيز التعاون البحري بين القوات البحرية في البلدين. والسفن التي وصلت هي لافان وكونارك وفلاخن وخنجر. وقد تم الترحيب بالسفن من قِبَل مسؤولي البحرية الباكستانية والدبلوماسيين الإيرانيين. وخلال الزيارة، أجرى ضباط وبحارة البحرية الإيرانية مناقشات وتفاعلات مهنية مع نظرائهم الباكستانيين حول المسائل ذات الإهتمام المشترك. كما خططت البحرية الباكستانية أيضاً لأنشطة التدريب العملياتي وتبادل زيارات أفراد البحرية والأنشطة الرياضية للإيرانيين. وبعد الإقامة في كراتشي، سيتم إجراء تمرين المرور في البحر لتحسين إمكانية التشغيل البيني بين البحريتين. وتهدف الزيارة إلى تعزيز السلام والأمن في المنطقة وتعزيز التعاون البحري بين البلدين.
عام 2018
كما وأرسلت جمهورية إيران في 10 أكتوبر 2018م وعن طريق بحريتها الأسطول البحري الإيراني رقم 57 إلى ميناء كراتشي الباكستاني في زيارة ودية وتدريبية. واستقبل كبار ضباط البحرية الباكستانية الأسطول البحري الإيراني بما في ذلك السفن البحرية (نيزه وخنجر وبوشهر). وقال الكابتن أمير حسيني ارناي، قائد الأسطول الإيراني، في مقابلة مع وكالة أنباء الجمهورية الإسلامية (إيرنا)، إن الزيارة تتماشى مع التقاليد البحرية العظيمة وتعزز العلاقات الدافئة والودية القائمة بين إيران وباكستان. وأضاف أن الزيارة ستساعد إيران أيضاً على إظهار قوتها العسكرية وقوة قواتها البحرية. وقال إنه خلال إقامته التي تستمر ثلاثة أيام في كراتشي، ستجري القوات البحرية الإيرانية والباكستانية تدريبات مشتركة في المياه الباكستانية. ومضى القائد قائلاً إن الزيارة ستساعد في تعزيز التعاون المتبادل بين البحريتين.

## معرض الصور

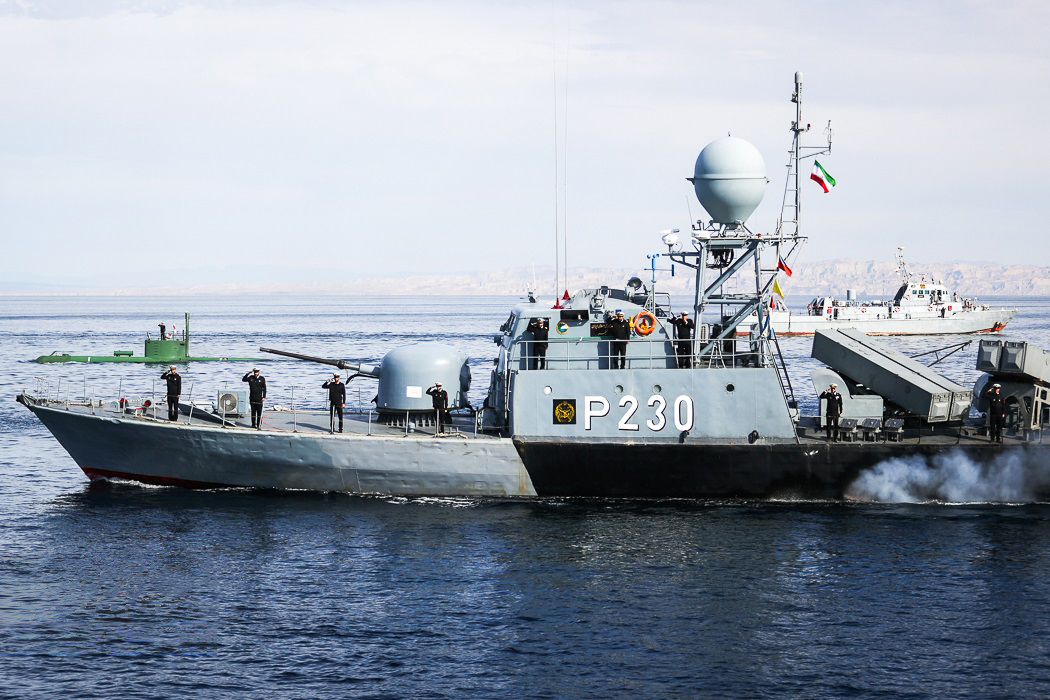
البارجة خنجر الحربية في مناورات ذو الفقار البحرية

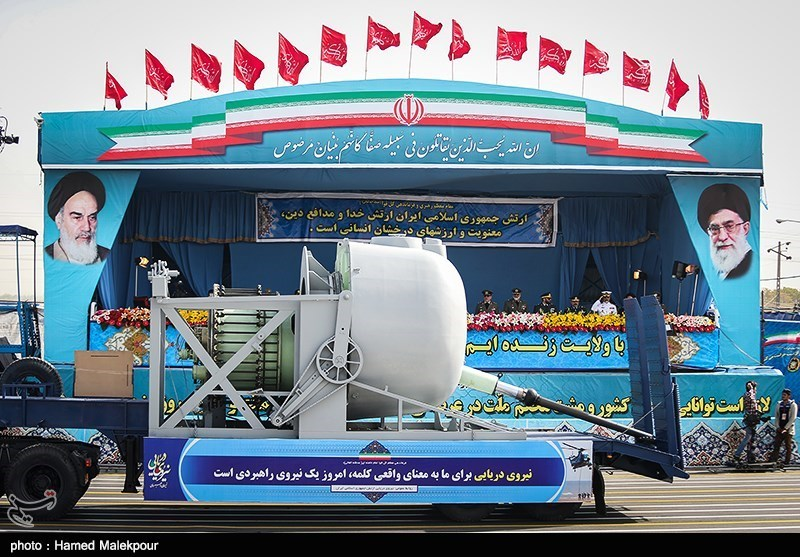
مدفع فجر 27 الإيراني

## مواضيع ذات صلة
- معدات القوات المسلحة الإيرانية
- دماوند (فرقاطة)
- فرقاطة نوع ألوند